# Цаголов, Георгий Михайлович
Георгий Михайлович Цаголов (осет. Георги Цӕголти, 22 апреля 1871 года, село Христиановское — 10 августа 1939 год, Орджоникидзе) — осетинский общественный деятель, писатель и поэт.

## Биография
Родился 22 апреля 1871 в крестьянской семье в селе Христиановское (сегодня — город Дигора, Северная Осетия). Обучался в начальной школе в родном сел, после чего в сентябре 1879 года поступил в Моздокское духовное училище, которое окончил в 1885 году. В этом же году продолжил своё образование в Ставропольской духовной семинарии, откуда был исключён в 1887 году за чтение запрещённой литературы. Потом работал чернорабочим на соляном заводе в Баталпашинске, телеграфистом, сельским учителем и писарем на различных производствах Кавказа. С 80-х годов XIX столетия стал публиковать свои статьи в центральной российской и местной осетинской периодической печати. Писал под псевдонимами «Макар Незаметный», «Незаметный», «Макар» и «Оса».
В 1907 году опубликовал свой первый поэтический сборник «Осетинские мотивы». В 1912 году издал историко-экономический очерк «Край беспросветной нужды». В 1915 году на страницах газеты «Терские новости» (№ 72 — 123, 1915) стал печатать свой роман «В Болотинске», публикация которого была запрещена цензурой.
Скончался 10 августа 1939 года в Орджоникидзе.

## Основные сочинения
- Осетинские мотивы, стихи, Владикавказ, 1907, 51 с.
- Край беспросветной нужды; историко-экономический очерк, Владикавказ, 1912, 295 с.
- Два пастуха, поэма// Горский вестник, 1923